# Gavinia
Gavinia syntrips
Genre
Espèce
Gavinia est un genre éteint de poissons à membres charnus de la famille des Miguashaiidae et de la sous-classe des Actinistia (cette dernière incluant également les cœlacanthes).
Gavinia syntrips est la seule espèce rattachée au genre. Elle a vécu en Australie au Dévonien moyen (Givétien) il y a environ 385 Ma (millions d'années).

## Étymologie
Le nom de Gavinia honore le paléontologue australien Gavin Young.

## Classification phylogénétique
Dans la Classification phylogénétique, les genres Gavinia et Miguashaia sont deux groupes frères qui forment ensemble le taxon des Miguashaiidae.